# Pylkönmäki

Wappen der ehemaligen Gemeinde Pylkönmäki

Pylkönmäki ist eine ehemalige Gemeinde in Mittelfinnland und heute ein Teil der Stadt Saarijärvi.
Pylkönmäki liegt 33 km westlich des Zentrums von Saarijärvi in der Hügellandschaft des Suomenselkä. Im Soidinmäki erreicht dieser Höhenzug eine für Finnland stattliche Höhe von 235 m. Die Gemeinde Pylkönmäki hatte eine Fläche von 392,4 km² (davon 25,6 km² Binnengewässer) und umfasste neben dem gleichnamigen Hauptort die Ortschaften Kukko, Kuoppala, Mahlu, Paajala, Puolimatka und Pääjärvi. Die Holzkirche des Ortes wurde 1860 nach Plänen von K. Kuorikoski erbaut und 1927 unter der Leitung von Alvar Aalto umgestaltet.
Als eigenständige Gemeinde wurde Pylkönmäki im Jahr 1914 aus Saarijärvi gelöst. Wie viele abgelegene ländliche Gemeinden Finnlands ist Pylkönmäki seit langem von Landflucht betroffen. Hatte die Gemeinde 1963 noch 2405 Einwohner, so war sie zuletzt mit 936 Einwohnern (2008) eine der kleinsten Gemeinden Finnlands. Daher wurde Pylkönmäki zum Jahresbeginn 2009 in die Stadt Saarijärvi eingemeindet.

## Persönlichkeiten
- Petri Honkonen (* 1987), Politiker